# 16 dobles
16 dobles (en español: 16 dobles) fue una serie de televisión catalana que se emitió en TV3 dirigida por Orestes Lara. Se emitieron 26 episodios entre enero y diciembre de 2003. La serie es una especie de secuela de Temps de silenci.
La serie se emitía en un formato de episodios autónomos y estaba ambientada en la que en Temps de silenci había sido la residencia de los Dalmau, ahora reconvertida en un hotel que, como el título indica, tenía 16 habitaciones dobles.

## Reparto
- Marta Marco
- Cristina Brondo
- Marc Humet
- Ángels Gutiérrez
- Oscar Morales
- Núria Prims
- Cristina Brondo
- David Janer
- Miquel Sitjar

## Emisión por otros canales
- 16 dobles: la serie ha sido emitida en TV3 CAT (anteriormente TVC Internacional), Canal Nou y IB3. Actualmente se emite en 8tv, canal del Grupo Godó.
- Temps de silenci: la serie ha sido emitida en TV3 CAT (anteriormente TVC Internacional), Canal Nou y IB3.

En todos los casos en versión original catalán.
- Datos: Q16820296